# Phaedon magnificus
Phaedon magnificus là một loài bọ cánh cứng trong họ Chrysomelidae. Loài này được Lopatin in Lopatin & Kulenova miêu tả khoa học năm 1985.